# مقاطعة بابك
مقاطعة بابك - أنشئت بقرار من مؤسس جمهورية أذربيجان حيدر علييف في 23 أكتوبر، عام 1978.
مركزها هي مستوطنة بابك. في المقاطعة 35 قرية.
تقع في جمهورية نخجوان الذاتية، أذربيجان. وسمت مقاطعة على نسبتاً للقائد العسكري البارز بابك الذي قاد لحركةالخرمية ضد الخلافة العربية في أذربيجان.

## جغرافيتها
على الحدود الجنوبية مع إيران، كانغارلي، شاهبوز وجلفا. نهرها الأساسية هي نهر أراس, جاهري، سيراب. يقع مصدر نهر جاهري في سلسلة درالياز (2320 متر). أسلحتهم سيرابشاي، قحابشاي, نخجيوانشاي. يتم تغذية هذه الأنهار بشكل رئيسي من مياه الأمطار والمياه الجوفية. غني بالنبوع المعدنى (سيراب، وايخير).

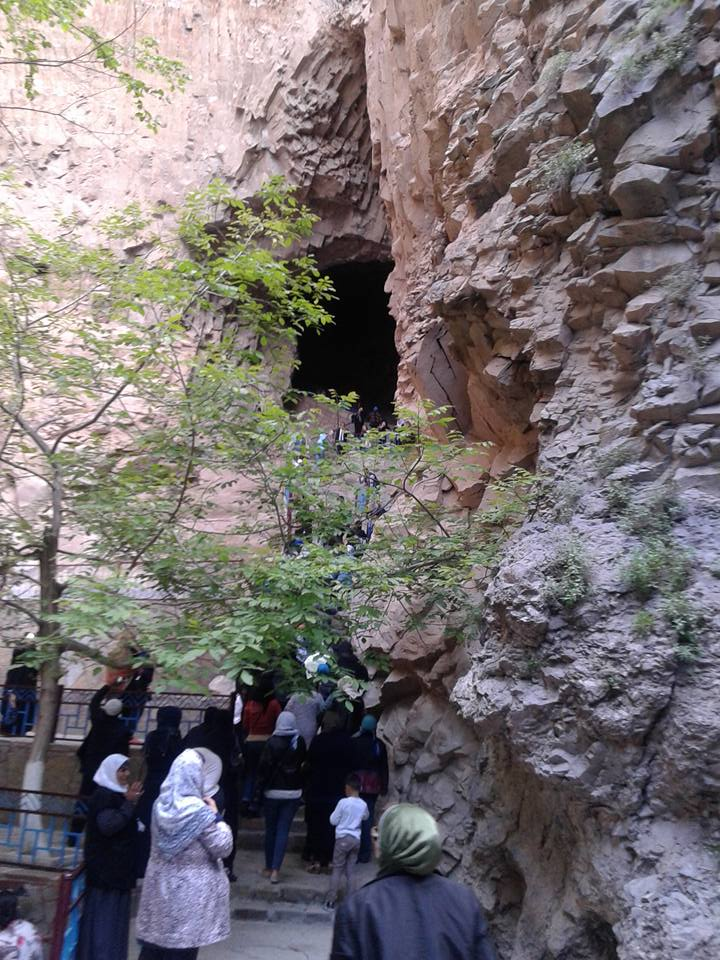
كهف أصحاب الكهف
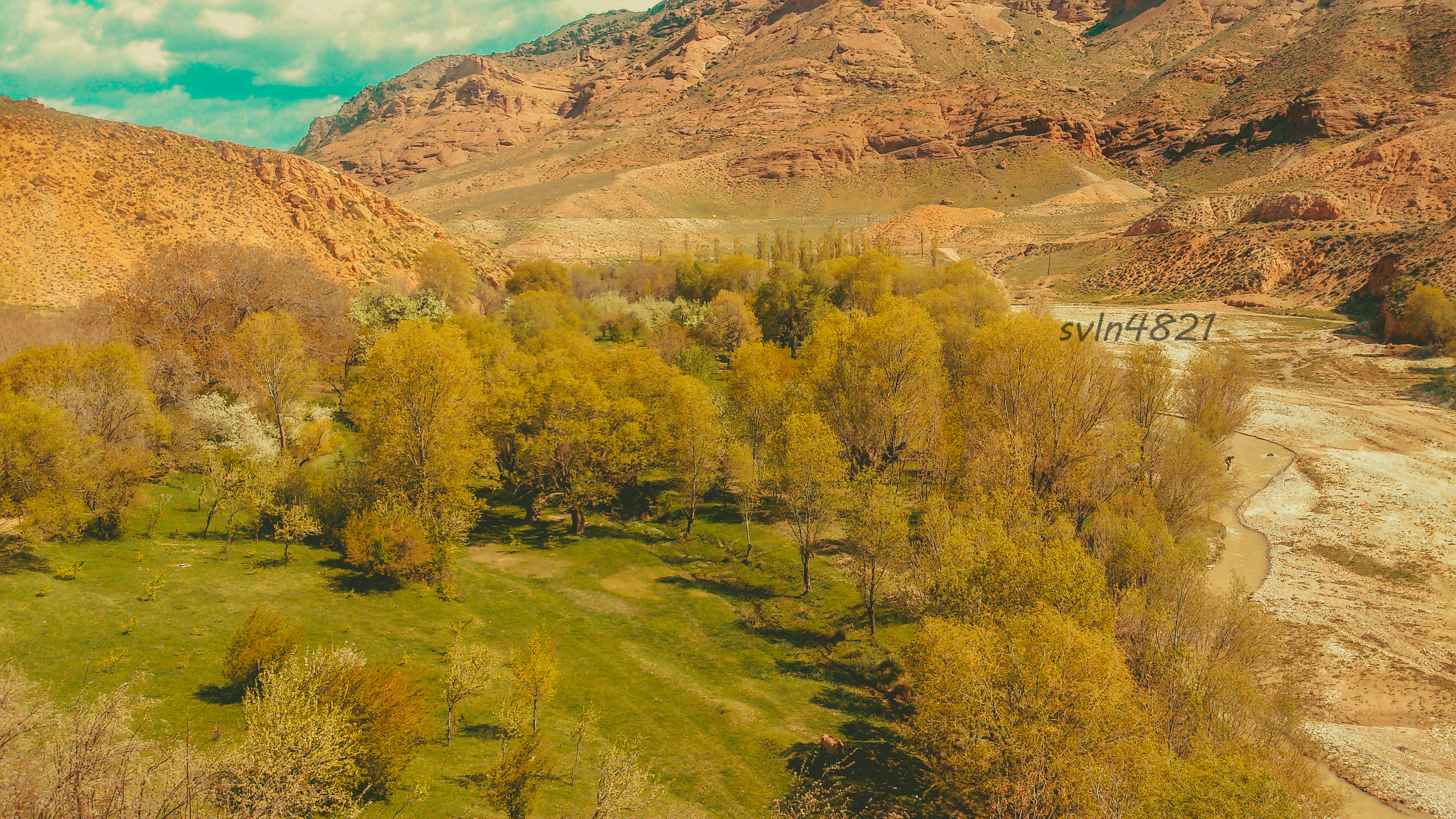
مقاطعة بابك. قرية بايز
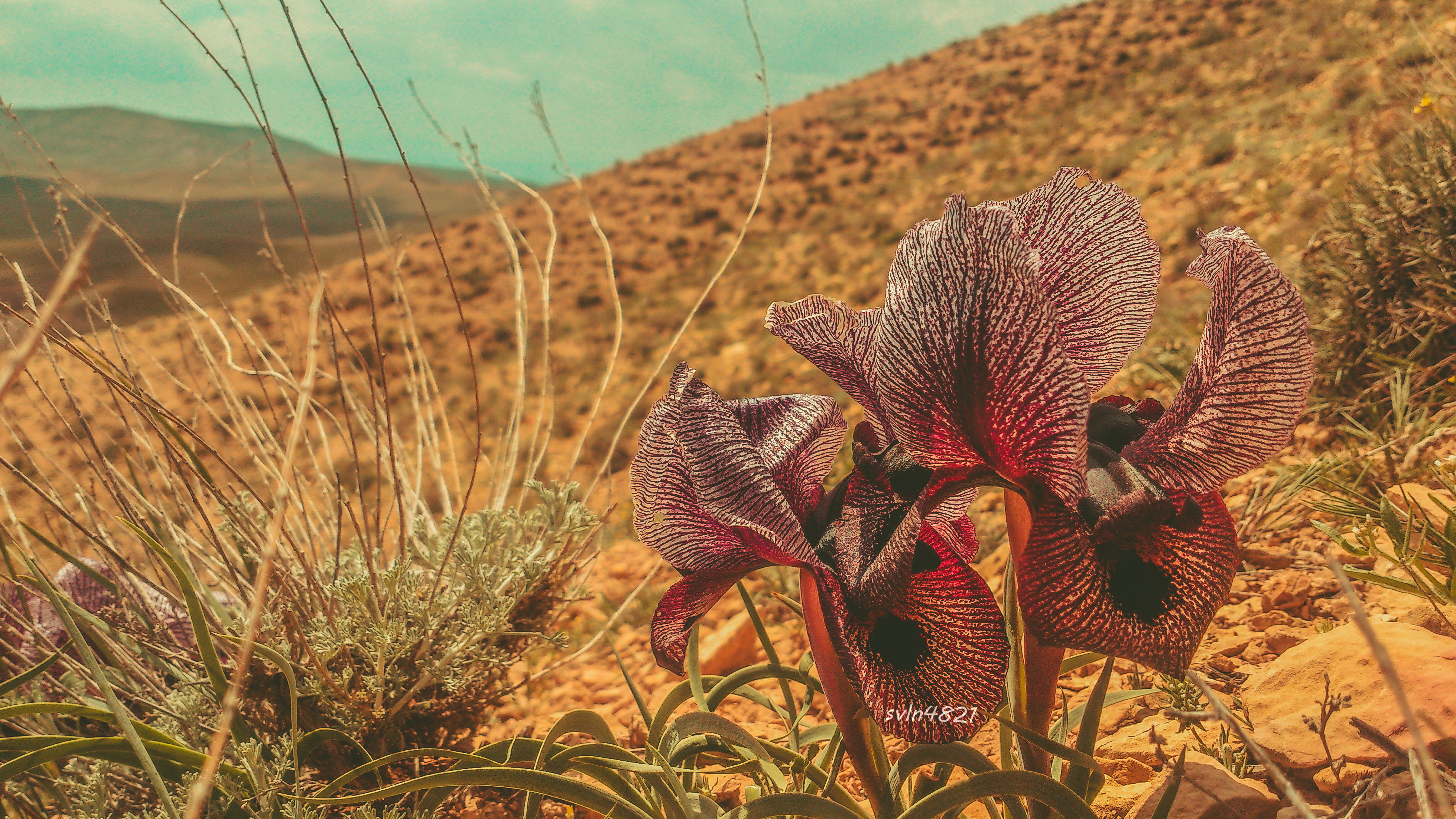
مقاطعة بابك. قرية بايز

## أعلام
- نوروز ممادوف